# Mean
«Mean» (с англ. — «Ничтожество, жалкий») — сингл американской певицы Тейлор Свифт из её третьего студийного альбома Speak Now  (2010). Песня была написана самой Свифт, сопродюсером стал Нейтан Чапман. Официальный релиз в качестве сингла состоялся 13 марта 2011 года на кантри-радио. «Mean» получила положительные отзывы критиков за содержание текста и «проникновенное звучание кантри». Сингл добился коммерческого успех в США и Канаде, дебютировав на одиннадцатом месте в основном американском хит-параде Billboard Hot 100 и на десятом месте в Canadian Hot 100. 12 февраля 2012 года песня была удостоена двух премий Грэмми в категориях Лучшая кантри-песня и Лучшее сольное кантри-исполнение на 54-й церемонии Grammy Awards.
Свифт исполнила песню «Mean» в прямом эфире на двух церемониях вручения наград — церемонии вручения премии Академии музыки кантри в 2011 году и церемонии вручения премии «Грэмми» в 2012 году. Она включила её в сет-лист двух своих мировых туров — Speak Now World Tour (2011—2012) и Red Tour (2013—2014). Перезаписанная версия под названием «Mean (Taylor’s Version)» была выпущена в рамках третьего перезаписанного альбома Свифт Speak Now (Taylor’s Version) 7 июля 2023 года.

## История
В интервью E! News, Свифт сказала, что «Mean» — это ответ людям, которые критикуют всё, что она делает. Тейлор сообщила: «Есть конструктивная критика, есть профессиональная критика, а есть просто злоба. И есть черта, которую вы пересекаете, когда подвергаете нападкам всё в человеке». В интервью канадскому новостному изданию Dose.ca Свифт отметила, что она написала эту песню в качестве ответа своим критикам: «Есть песня под названием „Mean“, которую, я думаю, можно было бы отнести к чувствам и/или отношениям, но на самом деле речь идёт о самой критике». При этом певица не стала указывать на конкретных обозревателей или издания, чьи рецензии вызвали у неё такую реакцию. В более позднем интервью для 60 Minutes Свифт рассказала, что песня посвящена человеку, который критиковал её за конфликт с Канье Уэстом и за выступление со Стиви Никс на 52-й церемонии «Грэмми».
Песня написана в тональности ми мажор, вокал Свифт охватывает октаву от G♯3 до C♯5. По словам Теона Вебера из The Village Voice, песня состоит «из хлопков в ладоши, приятных звуков банджо и многодорожечных записей голоса Тейлор Свифт». Мэтт Бьорке из Roughstock прокомментировал, что песня «самая что ни на есть „кантри“ с чрезвычайно непритязательным, почти блюграссовым звучанием». Джон Караманика из The New York Times отметил песню за её более традиционное звучание («rootsy sound»), где Свифт исполняет «акустический трек с сильным влиянием блюграсса, отличающийся от всего, что она записала ранее».
Текст песни сосредоточен на проблеме издевательств. Мэтта Бьорк в своём обзоре отмечал, что «Mean» примечательна тем, что охватывает проблему буллинга в целом: «Тейлор знает, что многие люди подвергаются давлению и остракизму со стороны ненавистников и хулиганов, и она написала об этом. Это песня, которая действительно могла бы стать частью кампаний по борьбе с издевательствами в школах во всем мире».
Двустишие песни («Ты, своими меняющимися масками, своей безумной ложью и унижениями / Ты снова указываешь на мои недостатки, как будто я о них не знаю») заняло пятое место в списке из десяти лучших куплетов альбома Speak Now, составленном Лией Гринблатт из журнала Entertainment Weekly.

## Музыкальное видео
Видеоклип для «Mean» снял режиссёр Деклан Уайтблум. Съёмки проходили в течение двух дней в Лос-Анджелесе в театре Орфей. Концепция видео была разработана совместно Свифт и Уайтблумом. Последний высоко оценил участие Тейлор в создании музыкального видео. В видео снималась актриса Джоуи Кинг.
В интервью MTV News, Уайтблум сказал, что «Mean» — очень личное видео для Свифт, так как оно «о критике, которая была слишком сурова по отношению к ней». Тем не менее, он добавил, что песня будет понятна любому человеку. Уайтблум описал видео как набор зарисовок, в которых представлены сцены из разных временных периодов, от сцен из водевиля до сцен, напоминающих фильм и мюзикл «О, где же ты, брат?». Он также добавил, что видео было вдохновлено выступлением Свифт на 46-й ежегодной церемонии вручения наград Academy of Country Music Awards. Перед выпуском видео Джоселин Вена из MTV предсказывала, что видео на «Mean» будет «видео с выступлением в стиле хонки-тонк, в котором [Свифт] и её группа немного повеселятся».
Премьера видео прошла 6 мая 2011 года на Country Music Television. В нём певица исполняет свою песню, подбадривая неуверенных в себе молодых людей. Начало клипа проходит на фоне переднего двора фермерского дома. Среди нескольких сцен буллинга в клипе показывается мальчик, читающий модный журнал в раздевалке, над которым издевается футбольная команда. В другом сюжете саму Свифт, одетую в белое платье в стиле 1920-х годов, привязывает к рельсам злодей (это изображение также использовалось как обложка сингла) и смеётся над ней вместе со своими друзьями. В следующем эпизоде на современную тематику, показана девушка, одетая в форму маскота фаст-фуд-ресторана, которую высмеивают сверстники. Ещё одна девочка, которую дразнят в школе, не может сидеть с «крутыми девочками» за обедом и вынуждена есть в школьном туалете. Все это время Свифт поёт и играет на банджо. Её слова воодушевляют молодых людей, пострадавших от обидчиков. В последнем сюжете сцена превратилась в шикарный ночной клуб, где певица выступает в блестящем платье. Остальные герои видео тоже нашли себя: мальчик, читавший модный журнал, стал известным модельером, а работница фастфуда стала крупным руководителем. Другая девушка, которую дразнили в школе, сидит в зале, смотрит выступление Свифт и подбадривает её, как когда-то просто понравившаяся песня подбадривала её саму.

## Отзывы
Песня получила положительные отзывы музыкальных критиков за содержание текста и проникновенное звучание кантри. Мэнди Бирли из журнала Entertainment Weekly похвалила качество записи и отметила искренность исполнения: «изящный штрих песни: она придаёт искренность её страданию и позволяет сосредоточиться на словах, которые ближе к концу становятся дерзкими (доказывая, что она обращается с чувством юмора)». Теон Вебер из издания The Village Voice описал песню как «чрезвычайно сочувственную и смелую» и похвалил её за то, что она «бодрая и забавная: „Когда-нибудь я буду жить в большом городе / А всё, чем будешь ты — жалким…“. Добавляя затем: „Когда-нибудь я буду достаточно сильной, / Такой, что ты не сможешь ударить меня“». Кевин Джон Койн из Country Universe высоко оценил продакшен песни, присвоив высший уровень «А», и похвалил посыл песни, который «хорошо формулирует различие между честностью и жестокостью». С другой стороны, Джонатан Киф из журнала Slant Magazine раскритиковал песню за её текст, указав, что вместо того, чтобы работать над вокалом («находить или удерживать высоту звука»), певица высмеивает критиков, указывающих на несовершенство её техники исполнения. Также он отмечает, что хотя Боб Лефсетц официально заявлял, что песня посвящена именно ему, это не значит, что он единственный, кто высказывал негативное мнение о Свифт за последние несколько лет.
Песня получила две награды на 54-й церемонии «Грэмми» в категориях «Лучшее сольное кантри-исполнение» и «Лучшая кантри-песня». Журнал Rolling Stone включил «Mean» в список 100 величайших песен стиля кантри на 24-м месте в Greatest Country Songs of All Time. Это наивысший рейтинг для песни, появившейся в XXI веке, и она только одна из трёх, выпущенных в 2010-х годах, включая «Springsteen» и «Follow Your Arrow» в исполнении Эрика Чёрча и Кейси Масгрейвс соответственно. В декабре 2019 года онлайн-издание Taste of Country поставило «Mean» на 15-е место в своём списке лучших кантри-песен 2010-х годов.
В 2024 году журнал Rolling Stone поместил песню на 20-е место в своем рейтинге 200 величайших кантри-песен всех времен и отметил: «Это звук 19-летней артистки, балансирующей между своим звучанием и привлечением поклонников кантри, и в то же время открывающей дворцовые ворота для поп-звезды, которая еще только замаячила на ее горизонте».

### Награды и номинации
| Год  | Организация                      | Награда/работа                   | Результат | Ссылка        |
| ---- | -------------------------------- | -------------------------------- | --------- | ------------- |
| 2011 | American Country Awards          | Female Single of the Year        | Номинация | [ 24 ]        |
| 2011 | Country Music Association Awards | Song of the Year                 | Номинация | [ 25 ] [ 26 ] |
| 2011 | Country Music Association Awards | Music Video of the Year          | Номинация | [ 25 ] [ 26 ] |
| 2011 | MTV Video Music Awards           | Best Video with a Social Message | Номинация | [ 27 ]        |
| 2011 | Teen Choice Awards               | Choice Country Song              | Победа    | [ 28 ]        |
| 2012 | Academy of Country Music Awards  | Video of the Year                | Номинация | [ 29 ] [ 30 ] |
| 2012 | BMI Awards                       | Top 50 Songs                     | Победа    | [ 31 ]        |
| 2012 | BMI Awards                       | Publisher of the Year            | Победа    | [ 31 ]        |
| 2012 | Grammy Awards                    | Лучшее сольное кантри-исполнение | Победа    | [ 32 ]        |
| 2012 | Grammy Awards                    | Лучшая кантри-песня              | Победа    | [ 32 ]        |

## Коммерческий успех
Впервые «Mean» вышел в качестве промосингла нового альбома 17 октября 2010 года на лейбле Big Machine Records и в ноябре того же года дебютировал на 55-м месте в чарте Hot Country Songs и на 11-м месте в хит-параде Billboard Hot 100, но покинул этот чарт на следующей неделе. Релиз официального сингла состоялся 13 марта 2011 года. Так как «Mean» сразу появилась на 11-м месте в чарте Billboard Hot 100 выше всех других новых синглов той недели (за это песне дают звание «Самый горячий дебют недели», Hot Shot Debut), то это означало, что Тейлор стала первым в истории исполнителем, кто сделал это три недели подряд. Того же достигли и два других её сингла из альбома, «Speak Now» (№ 8) и «Back to December» (№ 6). Также трек дебютировал на втором месте в Digital Songs.
После выпуска в качестве официального сингла «Mean» снова вошёл в Billboard Hot 100 (9 апреля 2011 года на 90-м месте) и в кантри-чарт Hot Country Songs (26 марта 2011 года на 33-м месте). 14 мая 2011 года Свифт установила рекорд, когда «Mean» переместилась с 12 на 9 место в Hot Country Songs, став её 13-м подряд хитом в десятке лучших в этом кантри-чарте. Это сделало Свифт одной из двух женщин (наряду с Кэрри Андервуд), которые начали свою историю в этом чарте с тринадцатью подряд хитами в десятке лучших с момента запуска этого обзора хитов в 1944 году. Песня поднялась в кантри-чарте до второго места (оставаясь на нём три недели в июле), уступив песне «Honey Bee» Блейка Шелтона. 14 августа 2011 года «Mean» стал 13-й песней Свифт с тиражом более чем 1 миллиона копий, что больше любого другого кантри-музыканта с 1991 года (у идущей на втором месте Кэрри Андервуд всего шесть хитов-«миллионников»).
Песня заняла 24 место в итоговом годовом списке лучших кантри-песен Billboard Year-end Country Songs (2011). К августу 2012 года общий тираж «Mean» составил 1 809 000 копий в США. Сингл был сертифицирован RIAA как дважды платиновый 13 мая 2013 года. Третий платиновый статус RIAA сингл получил в августе следующего года. К июлю 2019 года тираж «Mean» составил 2,5 миллионов копий в США.

## Концертные исполнения
Впервые песня прозвучала на публике на 46-й церемонии Academy of Country Music Awards, прошедшей 3 апреля 2011 года, а 30 мая 2011 года исполнила её на шоу «Шоу Эллен Дедженерес». Свифт также исполнила песню 12 февраля 2012 года на 54-й церемонии «Грэмми», изменив первую строчку одного из финальных припевов со слов «Но когда-нибудь я буду жить в большом старом городе» («But someday I’ll be living in a big old city») на «Но когда-нибудь я буду петь это на Грэмми. А ты будешь всего лишь ничтожеством» («But someday I’ll be singing this at the Grammys. And all you’re ever going to be is mean»). Также Свифт пела её и на концертных турах Speak Now World Tour и Red Tour как часть их трек-листов. Песня также звучала на отдельных концертах во время тура The 1989 World Tour вместо «You Are In Love» и во время Reputation Stadium Tour в качестве песни-сюрприза для первого выступления в Дублине. 15 апреля 2023 года во время the Eras Tour в Тампе Свифт исполнила её в качестве второй песни-сюрпри за на фортепиано.

## Список композиций
- Цифровые загрузки / CD-сингл, ограниченное издание[58][59]

1. «Mean» — 3:58

## Чарты и сертификации
| Чарт (2010—2011)                       | Высшая позиция |
| -------------------------------------- | -------------- |
| Австралия (ARIA)                       | 45             |
| Канада (Billboard Canadian Hot 100)    | 10             |
| Канада (Billboard Country)             | 2              |
| Республика Корея (Gaon)                | 92             |
| США (Billboard Hot 100)                | 11             |
| США (Billboard Hot Country Songs)      | 2              |
| США (Country Digital Songs, Billboard) | 1              |

| Регион                                                       | Сертификация  | Продажи   |
| ------------------------------------------------------------ | ------------- | --------- |
| Канада (Music Canada)                                        | Золотой       | 40 000*   |
| США (RIAA)                                                   | 3× Платиновый | 2,500,000 |
| * Данные о продажах приведены только на основе сертификации. |               |           |

| Чарт (2011)                    | Позиция |
| ------------------------------ | ------- |
| США (Country Songs, Billboard) | 24      |

## «Mean (Taylor’s Version)»
Подписав новый контракт с Republic Records, Свифт начала перезаписывать свои первые шесть студийных альбомов в ноябре 2020 года. Это решение было принято после публичного спора между Свифт и менеджером талантов Скутером Брауном, который в 2019 году приобрел Big Machine Records, включая выпущенные лейблом мастера альбомов Свифт. Перезаписав свой каталог, Свифт получила полное право собственности на новые мастер-записи, включая лицензирование авторских прав на ее песни, что обесценило старые мастера, принадлежавшие Big Machine.
Перезаписанная версия песни «Mean» под названием «Mean (Taylor’s Version)» была выпущена 7 июля 2023 года на лейбле Republic Records в рамках альбома Speak Now (Taylor’s Version), третьего перезаписанного альбома Свифт. Альбом был официально анонсирован 5 мая 2023 года на концерте Eras Tour в Нашвилле. Песня «Mean (Taylor’s Version)» стала шестой в альбоме, когда треклист был официально опубликован 5 июня.

### Charts
| Чарт (2023)                              | Высшая позиция |
| ---------------------------------------- | -------------- |
| Австралия (ARIA)                         | 30             |
| Канада (Billboard Canadian Hot 100)      | 41             |
| Мир (Billboard Global 200)               | 33             |
| Новая Зеландия (Recorded Music NZ)       | 28             |
| Филиппины (Billboard)                    | 10             |
| Сингапур (RIAS)                          | 27             |
| Великобритания (UK Streaming Chart, OCC) | 57             |
| США (Billboard Hot 100)                  | 39             |
| США (Billboard Hot Country Songs)        | 17             |